# Zehra Güneş
Zehra Güneş (Istambul, 7 de julho de 1999) é uma voleibolista indoor turca, atuante na posição de central. Atualmente defende o Vakifbank Istambul e a Seleção Turca.

## Carreira
Com a  carreira iniciada nas categorias de base do Vakifbank Istambul, Zehra atuou pela primeira vez na Liga Turca de Voleibol Feminino na temporada 2016–17, atuando por empréstimo junto ao Beşiktaş JK. Na temporada seguinte, ela voltou ao seu clube em casa, onde  conquistou seu primeiro título de campeã da liga na temporada 2017-18 com o Vakifbank Istambul. 
Pela seleção turca, a representou nas categorias de base, conquistando a medalha de ouro no Campeonato Mundial Sub-23 em 2017. Na seleção principal estreou em 2018 conquistando a medalha de prata na Liga das Nações e também no campeonato europeu de 2019. Em 2021 ganhou a medalha de bronze na Liga das Nações e no campeonato europeu, disputou a edição dos Jogos Olímpicos de Verão de 2020. 

## Clubes
| Clube             | De      | A       |
| ----------------- | ------- | ------- |
| VakıfBank SK II   | 2011-12 | 2013-14 |
| Istanbul BBSK     | 2014-15 | 2014-15 |
| VakıfBank SK II   | 2015-16 | 2015-16 |
| Beşiktaş İstanbul | 2016-17 | 2016-17 |
| VakıfBank SK      | 2017-18 | atual   |

Atualizado em dezembro de 2021.

## Títulos e resultados
Pela Seleção Turca de Voleibol Feminino:
- Campeonato Mundial Sub-23: 2017
- Liga das Nações: 2018
- Campeonato Europeu: 2019
- Liga das Nações: 2021
- Campeonato Europeu: 2021
- Liga das Nações: 2023

Pelo Vakifbank Istambul:
- Campeonato Turco: 2017-18, 2018-19, 2020-21, 2021-22
- Copa da Turquia: 2017-18, 2020-21, 2021-22
- Supercopa Turca: 2017, 2021
- Supercopa Turca: 2018, 2019, 2020
- Liga dos Campeões da Europa: 2017-18, 2021-22
- Liga dos Campeões da Europa: 2020-21
- Campeonato Mundial: 2017, 2018, 2021
- Campeonato Mundial: 2019